# 監督・ばんざい!
『監督・ばんざい!』（かんとく・ばんざい）は、2007年6月2日に公開された北野武監督の13作目の映画。第64回ヴェネツィア国際映画祭特別招待作品。
本作は、たけしの映画に対する思い入れを込めたコメディ映画となっている。主演はビートたけし。松本人志の初監督作品である『大日本人』と同日公開となったことでも話題を集めた。

## ストーリー
自身が得意とする暴力映画の制作を封印したキタノ・タケシ監督（ビートたけし）は、ヒット作を生み出すべく、小津風人情劇『定年』、『追憶の扉』などの恋愛映画、昭和30年代風映画『コールタールの力道山』、ホラー映画『能楽堂』、忍者アクション映画『蒼い鴉 忍 PART2』など様々なジャンルの映画に挑戦するも、どれも上手くいかない。タケシは最終的に、詐欺師の親子・高円寺久美子（岸本加世子）と喜美子（鈴木杏）を主人公としたSF作品『約束の日』を製作し始める。

## キャスト

### 主人公
- キタノ・タケシ - ビートたけし

### ギャング映画
- ヤクザ - ビートたけし
- 若い衆 - 寺島進
- 久松 - 菅田俊
- 久松組若頭 - 石橋保

### 『定年』
- 親父 - ビートたけし
- 妻 - 松坂慶子
- 娘・明子 - 木村佳乃
- バーのマダム - 入江若葉

### 恋愛映画
- 男 - ビートたけし
- ヒロイン - 内田有紀

### 『コールタールの力道山』
- マサオ - 髙道峻
- マサオの父 - ビートたけし
- マサオの母 - 藤田弓子
- 子供 - 中嶋和也、三瓶憂拓、若林航平
- 車を拾った男 - 有薗芳記
- チンピラ - モロ師岡
- 奥目ババァ - 福井裕子

### 『蒼い鴉 忍 PART2』
- たけし忍者 - ビートたけし
- 家老 - 谷本一
- 家臣 - 新納敏正

### 『能楽堂』
- 探偵 - ビートたけし
- 能面男 - 渡辺哲
- 家の主 - 田野良樹

### 『約束の日』
- 吉祥寺太/天文学者・高橋 - ビートたけし
- 東大泉大善 - 江守徹
- 高円寺久美子 - 岸本加世子
- 高円寺喜美子 - 鈴木杏
- 女中 - 吉行和子
- 白いベンツの紳士 - 宝田明
- 東大泉の息子 - 桐生康詩（現：桐生コウジ）
- 天文学者・山本 - 大杉漣
- 井出博士 - 井手らっきょ
- 空手道場の師範代 - 六平直政
- 空手道場の太鼓係 - つまみ枝豆
- 蝶天ラーメン店員A - 蝶野正洋
- 蝶天ラーメン店員B - 天山広吉
- 蝶天ラーメンの客 - 真壁刀義、邪道、外道、矢野通、マスクドC.T.U
- 司会者 - 江口ともみ
- 若者 - 福士誠治
- 岩の上の男 - ゾマホン

### 声の出演
- アヒルの声 - 柿原徹也
- ナレーション - 伊武雅刀

## スタッフ
- 監督・脚本・編集：北野武
- 音楽：池辺晋一郎
- 撮影：柳島克己

## 作品解説
北野映画の常連である岸本加世子や寺島進に加え、江守徹や鈴木杏といった新しい面々も出演している。
たけしは第30回モスクワ映画祭特別功労賞を受賞した際に受けたインタビューで、前作『TAKESHIS'』とこの映画は自分が一番沈んだ最低の時に製作した映画だと語った。自身が求める芸術と日本での低評価との間で悩み、同時に2つ手に入らないものを求める中で「自分の映画が自分自身を壊していく」と感じ、葛藤のなかで生まれた映画だという。また、この映画はフェデリコ・フェリーニ監督の映画『8 1/2』の影響を受けているとも語っている。
当初はタイトルを『Opus 19/31』にする予定だったが、スタッフとの協議によって変更され『監督・ばんざい!』となった。「Opus」は作品番号を意味し､「31」はたけしが目標とする映画製作本数、「19」は今までたけしが制作した映画の総本数に今作劇中の短編の数を合わせた数である。

## 受賞歴
上映年に開催されたヴェネツィア国際映画祭では、新たに「現役で、将来にわたって活躍が期待される映画監督」を対象とする「監督・ばんざい!賞」（Glory to the Filmmaker! award）が創設され、たけしが第1回の受賞者となった。
- ヴェネツィア国際映画祭 - 第1回監督・ばんざい!賞（北野武）
- 第17回東京スポーツ映画大賞 - 特別作品賞、監督・ばんざい!賞（北野武）
- 2007年度文春きいちご賞 第5位

## その他
- 『約束の日』の空手道場に掲げられている熟語の道場訓には、左斜めに「加勢大周」「坂本一生」、右斜めに「釜本邦茂」「松坂大輔」と読むことができる小ネタが仕掛けられている。